# Адреналин (группа)
«Адреналин» — российская поп группа, основанная Андреем Рябенко, Ильёй Коганом, Алексеем Новиковым и Алексеем Орешкиным в подмосковском городе Климовск (ныне район города Подольска в Московской области).

## История

### Ранние годы (1998)
В 1998 году друзья со школьной скамьи которые прошли путь творческих исканий, включая школьные-музыкальные ансамбли, театральные кружки, городские смотры-конкурсы художественной самодеятельности решили создать группу «Адреналин». Старания участников привели их к лэйблу «Тандем» и началась серьёзная работа профессионалов над материалом группы. В «Тандеме» их и назвали «Адреналином» по названию одной из их песни. Андрей Рябенко (вокалист), Илья Коган (автор текстов), Алексей Орешкин (гитарист) и Алексей Новиков (клавишник) были первыми участниками коллектива.

### Песня «Ковыляй потихонечку» (1998)
Песня «Ковыляй потихонечку» одна из самых популярных песен группы, которая прославила её. Сама песня не принадлежала ей, а переделанная песня «Огонёк». Сначала группа не хотела её добавлять в альбом, но из за того что в альбоме было не достаточно материала её добавили.

### Популярность после (с 1999)
После выхода альбома и песни группа стала известной. Их включали в ротацию на радио и приглашали на концерты. Группа «Красная плесень» выпустила трибьют на неё под названием «Адреналин 2». Пираты любили эту группу и создали фэйковый альбом, как совместный альбом с группой «Руки вверх!». Также группу любили в Германии. Песни группы перевыпустила компания «Renz», а также по аналогу российских пиратов компания «Stella» создали фэйковый альбом, как совместный альбом с «DJ Skydreamer». Сейчас группа известна в основном только по одной песне, но у неё есть и другие песни: «Солнечный зайчик», «Наташка», «Королева города», «Первая любовь» и другие.
В 2002 году состав группы был изменён, в него пригласили участников группы «ЛосьОн» — гитариста Сергея Столярова и клавишника Валерия Царькова.
В 2016 году группа меняет весь состав остаётся только вокалист Андрей Рябенко. С изменённом составом в 2020 группа выпустила сингл «Просто побудь со мной».

## Дискография

### Студийные альбомы
- 1998 — «Ковыляй потихонечку»
- 1999 — «Первая любовь»
- 2001 — «Птичка: новое и лучшее»
- 2002 — «Не забывай»
- 2005 — «Мои старые друзья»
- 2022 — «Не забывай»

### Синглы
- 2020 — «Просто побудь со мной»
- 2025 — «Не люби»

## Клипы
- 1998 — «Ковыляй потихонечку»